# Fraserella fulvomaculata
Fraserella fulvomaculata är en tvåvingeart som först beskrevs av Malloch 1932.  Fraserella fulvomaculata ingår i släktet Fraserella och familjen husflugor. Inga underarter finns listade i Catalogue of Life.